# Caça Talentos
Caça Talentos é um seriado de televisão brasileiro produzido pela TV Globo e exibido de 16 de setembro de 1996 a 20 de novembro de 1998, em quatro temporadas, totalizando 517 capítulos inéditos - 567 contando reprises de férias durante a exibição original.
A série teve roteiros de Denise Bandeira, Mauro Wilson, Ronaldo Santos e Gilberto Loureiro, com a colaboração de Mariana Mesquita, Péricles Barros, Flávia Lins e Silva, Duba Elia e Bernardo Guilherme. A direção foi de Carlos Magalhães ,Roberto Vaz e Marcio Augusto, sob a direção geral de Carlos Magalhães e direção de núcleo de Boninho e Jorge Fernando.
Contou com as atuações de Angélica, Eduardo Galvão, Helena Fernandes, Antônio Pedro, Tony Tornado, Cláudia Rodrigues e Ana Furtado nos papeis principais.

## Enredo
Bela (Angélica) é uma menina que sofreu um acidente de carro ainda bebê, no qual seus pais morreram. Bela foi encontrada por duas fadas – a atrapalhada Margarida (Marilu Bueno) e a sábia Violeta (Betina Vianny) –, que a levaram para o Mundo Mágico e a criaram como uma fada, dando poderes mágicos a ela.
Quando Bela completa 18 anos, descobre que nasceu no mundo real e precisa escolher se deseja ser uma fada ou uma humana. Para auxiliá-la nesta missão, suas tutoras mandam-na para a produtora de televisão Caça-Talentos, que abriga a passagem entre o mundo mágico e o mundo real, onde ela deve aprender como os seres humanos vivem, se relacionam e lidam com as dificuldades sem o uso de magia, podendo escolher no fim de suas conclusões qual caminho seguir.
Entretanto, Bela não pode beijar nenhum humano, pois isso retiraria todos os seus poderes e sua memória do mundo mágico, já que este ato implicaria uma escolha precoce em se tornar humana para sempre. Isso se torna um problema quando Bela se vê apaixonada por Artur Carneiro (Eduardo Galvão), o dono da agência, que tem grandes problemas financeiros por não saber tocar os negócios como seus pais, contratando a fada como sua assistente. Mantendo contato remoto com suas fadas madrinhas através do espelho mágico em sua sala(com o qual faz videochamadas entre o mundo mágico e o mundo real), mas contando com o auxílio presencial de um duende em seu trabalho na agência(e consequentemente no mundo real), Bela precisa preservar ao máximo sua identidade de ser mágico(assim como a de seu duende auxiliar), evitando qualquer suspeita de qualquer pessoa, desta forma, deve usar seus poderes mágicos com muita sabedoria e geralmente em último caso, tendo que resolver problemas do cotidiano da forma mais humana possível.
Além de Artur, a agência conta com outros profissionais, como a gulosa Karina(Cláudia Rodrigues), secretária e fiel escudeira de Artur, que se torna grande amiga de Bela; o cantineiro Tremedeira(Antônio Pedro), ex-palhaço de circo e velho amigo do pai de Artur; o simpático Avalanche(Tony Tornado), segurança da empresa; o jovem descolado Souboy(Igor Lage), office-boy da empresa que é aluno de boxe de Avalanche(que antigamente era campeão de boxe) e é apaixonado por Pepê(Paula Saniotto), sua melhor amiga e filha de Artur. Em certo ponto da história, Pepê passa a ter seu próprio grupo de trabalho: O Escracho. Formado por seus amigos de escola - O convencido Renan(Pedro Garcia Netto), a patricinha Carol(Miriam Freeland), o incentivador Lipe(Jorge Neves) e o intelectual Candinho(Eder Martins) - que costumam se encontrar na própria Caça Talentos para trabalhar em busca de manchetes de jornal, programas de rádio e afins, tendo o porão da agência como sua principal área de trabalho.
Para preencher o lado vilânico da história, há a ambiciosa Silvana Karloff(Helena Fernandes), sócia minoritária da empresa que pretende vender o casarão que abriga a agência e tomar o dinheiro para si e para suas próprias intenções. Bastante entojada, vive entrando em atrito com Artur e os demais funcionários da agência(que sempre desconfiam de seu caráter e de suas intenções), inclusive tendo seus conflitos com Bela(com quem rivaliza o amor por Artur no começo da série), tendo como maior aliada sua atrapalhada assistente Drica Tiririca(Ana Furtado), pouco inteligente e bastante submissa a ela. Por ter visto sorrateiramente Bela fazer uso de seus poderes, Drica acredita esta ser uma fada, ao que Bela precisa disfarçar suas intenções e os demais pensam que Drica é louca e Silvana sempre a ameaça de a prender numa camisa de força, cabendo a bela usar seus poderes com bastante discrição enquanto tenta proteger a agência das ameaças dos mais variados seres comuns ou mágicos em situações das mais corriqueiras ás mais surreais.

## Exibição
Originalmente, Caça Talentos entraria no ar em 9 de setembro de 1996, mas a produção acabou estreando uma semana depois do previsto, em 16 de setembro. A trama foi exibida de segunda-feira a sexta-feira, as 11h30, logo após o programa Angel Mix, apresentado por Angélica. Seu desfecho foi mostrado em 20 de novembro de 1998, totalizando 496  episódios inéditos + 71 De Reprises,  distribuídos em quatro temporadas. Na numeração oficial da emissora foram 567 capítulos, pois considera-se as reprises de férias. .

### Reprises
Durante sua reprise ocorreram represes ocasionais durante o período de férias. Estes episódios contam na numeração oficial adotada pela Globo para o programa, como pode ser visto na Globoplay. Os capítulos estão na plataforma no formato exibido pelo Canal Viva, com a imagem esticada. 
Após o seu término, a Rede Globo reexibiu apenas os primeiros episódios de 23 de novembro a 18 de dezembro de 1998, sendo substituído logo em seguida pela reapresentação do programa humorístico Os Trapalhões.
Foi reexibido pelo canal Viva de 22 de maio de 2010 a 17 de maio de 2012, e novamente reexibido até 11 de abril de 2014, sendo substituído por Flora Encantada, seriado também protagonizado por Angélica.
Foi reexibido pela terceira vez pelo canal Viva, desta vez de forma parcial, de 5 de agosto de 2019 a 7 de agosto de 2020, substituindo Estrela-Guia e se tornando o último seriado infantil a ser exibido pelo canal Viva antes de sua pausa, com o espaço ocupado por minisséries até a adaptação televisiva do filme O Tempo e o Vento (2013) e, mais tarde, por humorísticos.

## Produção
"Fazer uma fada que fosse boazinha, que resolvesse os problemas, blá blá blá, todo mundo esperava isso da Angélica. A gente fez dela uma trapalhona, então ela só fazia besteira! Claro que uma vez ou outra ela acertava, mas ela acertava, normalmente, por caminhos tortos".

— A roteirista Denise Bandeira sobre desenvolver a personagem de Angélica.
Em maio de 1996, após passagens pela Rede Manchete e SBT, a apresentadora Angélica assina contrato com a Rede Globo para comandar um programa infantil nas manhãs de segunda a sexta-feira da emissora, o Angel Mix. Além disso, o então diretor-geral da Rede Globo, Boni, ao perceber a boa aceitação de telenovelas infantojuvenis em outras emissoras, como Colégio Brasil, no SBT, e a reprise de O Meu Pé de Laranja Lima, na Rede Bandeirantes, também queria que a apresentadora protagonizasse uma produção de teledramaturgia voltada para o mesmo público, como um complemento do programa. A ideia era ser um diferencial na imagem de Angélica em relação às demais apresentadoras infantis, que apenas comandavam programas de auditório, sem se envolver com dramaturgia. Com roteiros de Denise Bandeira, Mauro Wilson e Ronaldo Santos, foi divulgado, em 25 de agosto de 1996, que a trama, provisoriamente intitulada Mundo Mágico, seria uma fantasia, e que Angélica viveria uma "fada moderna". A produção também teve o título provisório de Talento e Cia., logo após sendo alterado em definitivo para Caça Talentos.
Seguindo um padrão semelhante ao Caso Verdade, Caça Talentos apresentava uma história completa por semana: na segunda-feira iniciava-se um tema e este era desenvolvido até a sexta-feira. Em outubro de 1996, durante 20 episódios, Ferreira Gullar, Lílian Garcia e Marcílio Dias reforçaram a equipe de criação. A partir de 8 de novembro do mesmo ano, acrescentou-se ao início de cada episódio um resumo narrado do episódio anterior. Em dezembro de 1996, Denise Bandeira deixou a equipe de roteiristas para elaborar, ao lado do autor Euclydes Marinho, a sinopse da telenovela Andando nas Nuvens, sendo substituída por Gilberto Loureiro. A partir de 4 de agosto de 1997, com o início da terceira temporada, as histórias, geralmente, passaram a ter dez ou mais episódios, o que deu maior dinamismo à trama. Em março de 1998, com o início da quarta temporada, Caça Talentos passou por uma reestruturação, inclusive de elenco.

### Cenografia
A cenografia de Caça Talentos ficou a cargo de Leila Moreira, Cláudio Domingos e Marco Aurélio – montado no Projac (atualmente Estúdios Globo), o cenário da floresta na qual se passava a maior parte da ação da história contava com árvores e um lago artificial, e consumiu cerca de 100 metros quadrados de grama verdadeira, enquanto as cenas que se passavam na agência eram gravadas dentro dos estúdios Tycoon. Além disso, Caça Talentos também contava com uma série de efeitos especiais, para ilustrar as mágicas de Bela, personagem de Angélica, e dos demais personagens místicos da trama.

## Temporadas
| Temporada | Temporada              | Exibição original      | Exibição original       |
| Temporada | Temporada              | Estreia da temporada   | Final da temporada      |
| --------- | ---------------------- | ---------------------- | ----------------------- |
|           | 1ª                     | 16 de setembro de 1996 | 7 de março de 1997      |
|           | Especial de fim de ano | 28 de dezembro de 1996 | 28 de dezembro de 1996  |
|           | 2ª                     | 10 de março de 1997    | 1 de agosto de 1997     |
|           | 3ª                     | 4 de agosto de 1997    | 27 de fevereiro de 1998 |
|           | 4ª                     | 2 de março de 1998     | 20 de novembro de 1998  |

## Elenco

### Principal
| Ator/Atriz           | Personagem                       | Temporadas | Temporadas | Temporadas | Temporadas |
| Ator/Atriz           | Personagem                       | 1ª 1996    | 2ª 1997    | 3ª 1997    | 4ª 1998    |
| -------------------- | -------------------------------- | ---------- | ---------- | ---------- | ---------- |
| Angélica             | Bela (Fada Bela)                 |            |            |            |            |
| Eduardo Galvão       | Artur Carneiro                   |            |            |            |            |
| Helena Fernandes     | Silvana Karloff                  |            |            |            | part.      |
| Ana Furtado          | Adriana Banks (Drica Tiririca)   |            |            |            | part.      |
| Cláudia Rodrigues    | Karina                           |            |            |            |            |
| Marilu Bueno         | Margarida (Fada Margarida)       |            |            |            |            |
| Betina Viany         | Violeta (Fada Violeta)           |            |            |            |            |
| Antônio Pedro        | Tremedeira                       |            |            |            |            |
| Tony Tornado         | Avalanche                        |            |            |            |            |
| Igor Lage            | Souboy                           |            |            |            |            |
| Paula Saniotto       | Penélope Carneiro (Pepê)         |            |            |            |            |
| Eri Johnson          | Órion (Duende/sapo)              |            |            |            |            |
| Ernesto Piccolo      | Max (Duende/rato branco)         | part.      |            | part.      |            |
| David Pinheiro       | Lúcio Lupino (Lobão)             | part.      | part.      |            |            |
| Luiz Carlos Tourinho | Fred Starr (Duende/rato amarelo) |            |            |            | part.      |
| Adriana Garambone    | Diana Lupino (Bárbara Thompson)  |            |            |            |            |

### Recorrente
| Ator/Atriz            | Personagem                     | Temporadas | Temporadas | Temporadas | Temporadas |
| Ator/Atriz            | Personagem                     | 1ª 1996    | 2ª 1997    | 3ª 1997    | 4ª 1998    |
| --------------------- | ------------------------------ | ---------- | ---------- | ---------- | ---------- |
| Renata Castro Barbosa | Artemísia (Fada Artemísia)     |            |            |            |            |
| Emiliano Queiroz      | Honorável Kelvin (Mago Kelvin) |            |            |            |            |
| Alexandre Picarelli   | Elmar (Pipoca)                 |            |            |            |            |
| Miriam Freeland       | Carol                          |            |            |            |            |
| Pedro Garcia Netto    | Renan                          |            |            |            |            |
| Eder Martins          | Candinho                       |            |            |            |            |
| Jorge Neves           | Julio Levi (Lipe)              |            |            |            |            |
| Ticiane Pinheiro      | Agatha                         |            |            |            |            |
| Rui Resende           | Júpiter                        |            |            |            |            |
| Almir Júnior          | Rafa                           |            |            |            |            |
| Gustavo Pereira       | Pequinho                       |            |            |            |            |

### Participações especiais
| Ator/Atriz                   | Personagem                                       | Temporada | Episódio                                      |
| ---------------------------- | ------------------------------------------------ | --------- | --------------------------------------------- |
| Alexandre Lemos              | Bruno                                            | 03        | Eu, Bebel, 10 anos, Explorada e Mal Tratada   |
| Alexandre Zacchia            | Arnold                                           | 03        | A Hora do Mico                                |
| Alexia Dechamps              | Cindy Davidova                                   | 01        | Tropicóleo Plus                               |
| Alfredo Martins              | Cavalcante                                       | 03        | Telepechincha                                 |
| Ana Beatriz Wiltgen          | Helena                                           | 04        | Disk Pizza A Jato                             |
| Ana Carolina Dias            | Silvana Karloff (criança)                        | 01        | Maravilha Verde                               |
| Ana Maria Nascimento e Silva | Cecília                                          | 04        | Casamento pra Você                            |
| Ana Paula Tabalipa           | Palmira                                          | 01        | História Piloto                               |
| Andrea Helman                | Renata                                           | 02        | Argus                                         |
| Angelina Muniz               | Maria Conchita                                   | 04        | Corpo Sarado                                  |
| Anselmo Fernandes            | Aki Babaum                                       | 03        | Telepechincha                                 |
| Anselmo Vasconcelos          | Toni                                             | 01        | Tô de Luto por Você                           |
| Anselmo Vasconcelos          | Toni                                             | 02        | Especial de Férias                            |
| Antônio Petrin               | Coronel                                          | 01        | Tesouro Caipira                               |
| Antonio Pitanga              | Zuman                                            | 02        | Especial de Férias                            |
| Arthur Costa Filho           | Lourival Supimpa                                 | 01        | Show Beneficente                              |
| Ataíde Arcoverde             | José Einstein                                    | 04        | Português Legal                               |
| Barão Vermelho               | Eles mesmo                                       | 01        | Quanto Mais Grana Melhor                      |
| Bernardo Dutra               | Kino (adulto) / Dino Batera                      | 01        | Maravilha Verde                               |
| Beto Simas                   | Pedrinho Estampa                                 | 02        | Namora Quem Quer                              |
| Bianca Rothier               | Fada Bromélia                                    | 04        | Corpo Sarado                                  |
| Bruce Gomlevsky              | Pretendente nº 3                                 | 02        | Namora Quem Quer                              |
| Bussunda                     | Abud Albazar (Gênio)                             | 02        | Televendas Genial                             |
| Caique Loyolla               | Protetor do Futuro / Marcelo Canibal             | 04        | Júpiter Resolve                               |
| Camila Capucci               | Núbia                                            | 01        | Exterminador de Fadas                         |
| Carla Marins                 | Ela mesma                                        | 03        | As Aventuras do Capitão Flecha                |
| Carolina Pavanelli           | Clara                                            | 03        | Lambidão                                      |
| Castrinho                    | Rondelli                                         | 01        | Sheik Azul                                    |
| Cecil Thiré                  | Ivan Maia / Teobaldo                             | 04        | Júpiter Resolve                               |
| Célia Biar                   | Henriqueta                                       | 04        | Português Legal                               |
| César Macedo                 | Nilrem                                           | 01        | Arthur, O Mágico                              |
| Christine Fernandes          | Melissa                                          | 04        | Apocalipse Girls                              |
| Cissa Guimarães              | Repórter do Video Show                           | 03        | AS Aventuras do Capitão Flecha                |
| Cláudia Mauro                | Úrsula                                           | 01        | O Retorno da Mãe da Pepê                      |
| Cláudia Mauro                | Úrsula                                           | 03        | Juro por Merlin                               |
| Cláudio Galvan               | Jornalista do Mundo Mágico                       | 03        | Contos do Arrepio                             |
| Cláudio Mamberti             | Manoel Ypiranga                                  | 01        | Xarope Ypiranga                               |
| Cláudio Mamberti             | Promotor Cruel                                   | 04        | Escolinha do Professor Cabral                 |
| Cléa Simões                  | Integrante da Liga das Jovens Senhoras do Bairro | 04        | Português Legal                               |
| Cosme dos Santos             | Carne-Seca                                       | 04        | Escolinha do Professor Cabral                 |
| Daniel Dellias               | Ícaro                                            | 04        | Disk Pizza A Jato                             |
| Daniel Fonseca               | Cadu                                             | 04        | Dia das Fadas                                 |
| Daniel Galvão                | Artur Carneiro (criança)                         | 01        | Arthur, O Mágico                              |
| Danton Mello                 | Juca (adulto) / Luciano                          | 03        | Lambidão                                      |
| Dary Reis                    | Paponne                                          | 01        | Arthur, O Mágico                              |
| David Brazil                 | Pantera                                          | 01        | Show Beneficente                              |
| David Brazil                 | Pantera                                          | 04        | Escolinha do Professor Cabral                 |
| David Cardoso                | Roberto Valentino                                | 01        | Sheik Azul                                    |
| Dercy Gonçalves              | Miss Dayse                                       | 02        | TV Galera                                     |
| Diego Larrea                 | Tigrão                                           | 04        | Lendas e Cascatas                             |
| Diogo Vilela                 | Ele mesmo                                        | 02        | Especial de Férias                            |
| Duda Ribeiro                 | Zenon                                            | 02        | Os Viajantes do Espaço                        |
| Duda Ribeiro                 | Jacobina                                         | 04        | Lampião e Maria Bonita                        |
| Edgard Amorim                | Berenice / Bentão                                | 04        | Nos Embalos da Cinderela                      |
| Eduardo Dussek               | Mago Epaminondas                                 | 04        | Lendas e Cascatas                             |
| Eduardo Martini              | Morceguete                                       | 02        | Especial de Férias                            |
| Edward Boggis                | Michael                                          | 04        | Lendas e Cascatas                             |
| Eliezer Mota                 | Cicatriz                                         | 04        | Escolinha do Professor Cabral                 |
| Elizângela                   | Magnólia                                         | 04        | Lendas e Cascatas                             |
| Eloísa Mafalda               | Dona Maria de Fátima Roitman                     | 02        | Almoçando com Karina                          |
| Eloísa Mafalda               | Dona Maria de Fátima Roitman                     | 02        | Especial de Férias                            |
| Evandro Mesquita             | Josias Moinho de Vento                           | 01        | Presidente Josias                             |
| Eva Todor                    | Dona Carlota                                     | 01        | História Piloto                               |
| Fábio Sabag                  | Dr. Osvaldo Borborema                            | 02        | S.O.S Silvana                                 |
| Fábio Sabag                  | Dr. Osvaldo Borborema                            | 04        | Apocalipse Girls                              |
| Fábio Villa Verde            | Stenio                                           | 03        | Pênalti Gol                                   |
| Fafy Siqueira                | Joaquim Carlos                                   | 01        | Xarope Ypiranga                               |
| Felipe Martins               | Príncipe Igor (Corcunda)                         | 02        | Especial de Férias                            |
| Fernanda Lobo                | Altiva Perpétua                                  | 03        | Lambidão                                      |
| Fernanda Rocha               | Fada Jasmin                                      | 04        | Corpo Sarado                                  |
| Flávia Tapias                | Fada Lumiar                                      | 04        | Corpo Sarado                                  |
| Flávio Migliaccio            | Jazão Mega Boss                                  | 01        | Jazão Mega Boss                               |
| Flávio Migliaccio            | Paulo Paulo Plágio                               | 04        | Batendo de Frente                             |
| Flávio Santiago              | Zé Firmeza                                       | 01        | Tv Nostalgia                                  |
| Francisco Milani             | Mil Faces                                        | 02        | A Vingança de Mil Faces                       |
| Francisco Milani             | Mil Faces                                        | 03        | As Aventuras do Capitão Flecha                |
| Gabriel Gracindo             | Bob Bárbaro                                      | 02        | Argus                                         |
| Gabriel, o Pensador          | Ele mesmo                                        | 02        | Especial de Férias                            |
| Geórgia Gomide               | Mamma                                            | 04        | Disk Pizza A Jato                             |
| Gilberto Marmorosch          | Bóris Lugossi                                    | 01        | A Múmia                                       |
| Giovanna Gold                | Melúria                                          | 01        | História Piloto                               |
| Gisele Fraga                 | Soninha Rebolado                                 | 02        | Especial de Férias                            |
| Guaracy Valente              | Doutor Magalhães                                 | 01        | A Vota da mãe da Pepê                         |
| Guilherme Figueira           | Horácio                                          | 02        | Argus                                         |
| Guilherme Leme               | Zack                                             | 01        | História Piloto                               |
| Guilherme Leme               | Zack                                             | 04        | O Retorno de Zack                             |
| Hilda Rebello                | Mãe do Arthur                                    | 03        | As Aventuras do Capitão Flecha                |
| Hubert                       | Viajando Henrique Caroço                         | 02        | Especial de Férias                            |
| Hugo Carvana                 | Capitão Flecha                                   | 03        | As Aventuras do Capitão Flecha                |
| Hugo Gross                   | Paulo Peixoto                                    | 01        | Quanto Mais Grana Melhor                      |
| Ilka Soares                  | Garota Relâmpago                                 | 03        | As Aventuras do Capitão Flecha                |
| Ilva Niño                    | Madame Esmeralda                                 | 02        | Na Palma da Mão                               |
| Ilya São Paulo               | Vitor Vilarejo                                   | 04        | O Retorno de Zack                             |
| Irma Álvarez                 | Mulher Barbada                                   | 01        | Arthur, O Mágico                              |
| Irving São Paulo             | Pintado Borra Tudo                               | 02        | S.OS Silvana                                  |
| Jackson Antunes              | John Coisa Ruim Silver                           | 02        | A Maldição do Pirata John Coisa Ruim Silver   |
| João Camargo                 | Sebastião                                        | 02        | Os Viajantes do Espaço                        |
| João Cláudio                 | Caretano Zeloso                                  | 02        | Especial de Férias                            |
| Jonas Torres                 | Arsênico (Duende)                                | 01        | História Piloto                               |
| José Peregrino               | Delegado Paranhos                                | 04        | Nos Embalos da Cinderela                      |
| José Peregrino               | Delegado Paranhos                                | 04        | Disk Pizza A Jato                             |
| José Peregrino               | Delegado Paranhos                                | 04        | Dia das Fadas                                 |
| Juliana Silveira             | Dani                                             | 04        | Vida Show                                     |
| Juliana Silveira             | Dani                                             | 04        | Batendo de Frente                             |
| Juliana Teixeira             | Gina                                             | 04        | Disk Pizza A Jato                             |
| Júlio Levy                   | Aruc                                             | 01        | História Piloto / Natal / Bruxa Bela          |
| Kiara Sasso                  | Brenda                                           | 04        | Lendas e Cascatas                             |
| Lafayette Galvão             | Lourenço Cobra                                   | 02        | Especial de Férias                            |
| Leila Lopes                  | Rosinha                                          | 04        | Nos Embalos da Cinderela                      |
| Leonardo Serrano             | Machado                                          | 03        | Telepechincha                                 |
| Letícia Sabatella            | Flora                                            | 03        | As Aventuras do Capitão Flecha                |
| Letícia Sabatella            | Flora                                            | 03        | A Hora do Mico                                |
| Lícia Magna                  | Hortência                                        | 01        | Exterminador de Fadas                         |
| Lima Duarte                  | Nicolau (Papai Noel)                             | 01        | Natal / Bruxa Bela                            |
| Lincoln Tornado              | Beka                                             | 02        | Especial de Férias                            |
| Louise Perez                 | Tatiana                                          | 04        | Lampião e Maria Bonita                        |
| Luana Martins                | Dora                                             | 04        | Lendas e Cascatas                             |
| Luciana Coutinho             | Caçadora de Paixão                               | 02        | Namora Quem Quer                              |
| Luciana Lago                 | Patrícia                                         | 02        | Namora Quem Quer                              |
| Lúcio Mauro                  | Marvim                                           | 03        | Contos do Arrepio                             |
| Luigi Baricelli              | Victor Luz (Rato Ludovico, versão humana)        | 04        | Escolinha do Professor Cabral                 |
| Luiz Carlos Buruca           | Delegado Ramos                                   | 04        | Escolinha do Professor Cabral                 |
| Marcelo Mansfield            | Monsieur François Gatton                         | 02        | Maison Gatton                                 |
| Marcelo Picchi               | Detetive Rick                                    | 01        | Show Beneficente                              |
| Marcelo Saback               | Arlindo Orlando                                  | 03        | A Hora do Mico                                |
| Marcelo Serrado              | Calamidade Joe                                   | 02        | Segura Peão                                   |
| Márcio Augusto               | Saturnino (pai do Lipe)                          | 04        | Dia das Fadas                                 |
| Márcio Garcia                | Conde Drácula / Tarzan                           | 02        | Especial de Férias                            |
| Marco Rodrigo                | Duende de Testes                                 | 04        | Corpo Sarado                                  |
| Maria Pompeu                 | Dona Selma                                       | 04        | Batendo de Frente                             |
| Mariana Leoni                | Russona                                          | 04        | Disk Pizza A Jato                             |
| Marina Lima                  | Ela mesma                                        | 02        | Especial de Férias                            |
| Mário Frias                  | Alex Júnior                                      | 02        | Na Palma da Mão                               |
| Mário Gomes                  | Roque                                            | 04        | Disk Pizza A Jato                             |
| Marta Pietro                 | Maria Suspiro                                    | 02        | Namora Quem Quer                              |
| Marta Rizzo                  | Fada Margarida (jovem)                           | 03        | Eu, Bebel, 10 anos, Explorada e Mal Tratada   |
| Mateus Rocha                 | Maurício Plínio de Andrômeda Antares             | 03        | Guerra dos Sexos                              |
| Mariana Moura                | Drica (criança)                                  | 01        | Maravilha Verde                               |
| Mariana Moura                | Drica (criança)                                  | 03        | Eu, Bebel, 10 anos,Explorada e Mal Tratada    |
| Moacyr Deriquém              | Mago Leonardo                                    | 03        | Juro por Merlin                               |
| Mônica Fraga                 | Zefinha                                          | 01        | Tesouro Caipira                               |
| Narjara Turetta              | Zelda                                            | 02        | Os Viajantes do Espaço                        |
| Norma Geraldy                | Antonieta                                        | 04        | Português Legal                               |
| Nuno Leal Maia               | Billy Adventure                                  | 03        | Juro por Merlin                               |
| Orlando Drummond             | Mago Zaratrusta                                  | 03        | Rainha Bela e os Cavaleiros da Távola Redonda |
| Oscar Magrini                | Ele mesmo                                        | 02        | Especial de Férias                            |
| Oscar Magrini                | Rei Artur                                        | 03        | Rainha Bela e os cavaleiros da Távola Redonda |
| Patricia Andrade             | Artemísia criança                                | 04        | Dia das Fadas                                 |
| Patrick de Oliveira          | Kino (Mago Kino)                                 | 01 -02    | Maravilha Verde - Especial de Férias          |
| Paulão Duplex                | Big Joe Monstro                                  | 01        | Tropicóleo Plus                               |
| Paulão Duplex                | Big Joe Monstro                                  | 03        | Pênalti Gol                                   |
| Paulo César Grande           | Wagner Barbosa                                   | 02        | TV Galera                                     |
| Pedro Bismark                | Nerso da Capitinga                               | 02        | Especial de Férias                            |
| Pedro Braddock               | Meio Quilo                                       | 04        | Júpiter Resolve                               |
| Péricles Amin                | Juca (criança)                                   | 03        | Lambidão                                      |
| Priscila Assum               | Eugênia                                          | 01        | Quanto Mais Grana Melhor                      |
| Priscila Kohwalter           | Fada Bela (criança) / Bebel                      | 03        | Eu, Bebel, 10 anos, Explorada e Mal Tratada   |
| Rafaella Guarany             | Ágatha                                           | 04        | Apocalipse Girls                              |
| Raul Farias Lima             | PG                                               | 03        | Pênalti Gol                                   |
| Raymundo de Souza            | Soupai                                           | 02        | Maison Gatton                                 |
| Renata Schumann              | Ruth                                             | 04        | Apocalipse Girls                              |
| Renata Tobelem               | Fada Miosótis                                    | 02        | Especial de Férias                            |
| Renata Tobelem               | Fada Miosótis                                    | 04        | Corpo Sarado                                  |
| Ricardo Blat                 | Faísca                                           | 01        | História Piloto - Natal - Bruxa Bela          |
| Ricardo Blat                 | Calixto                                          | 03        | Contos do Arrepio                             |
| Ricardo Bruno                | Fausto                                           | 04        | Corpo Sarado                                  |
| Ricardo Conti                | Pedrão                                           | 02        | Argus                                         |
| Ricardo Macchi               | Lutador Mascarado                                | 02        | Vale Quase Tudo                               |
| Ricardo Pavão                | J.Barros                                         | 02        | Segura Peão                                   |
| Ricardo Petraglia            | Policarpo                                        | 03        | Eu, Bebel, 10 anos, Explorada e Mal Tratada   |
| Roberto Guilherme            | Três Oitão                                       | 01        | Show Beneficente                              |
| Roberto Guilherme            | Três Oitão                                       | 03        | Pênalti Gol - Emergência Geral                |
| Roberto Lopes                | Zé do Bode                                       | 04        | Nos Embalos de Cinderela                      |
| Rogério Cardoso              | Zeus da Silva / Corvo Negro                      | 02        | Na Palma da Mão                               |
| Rogério Cardoso              | Zeus da Silva / Corvo Negro                      | 02        | Especial de Férias                            |
| Rogério Cardoso              | Zeus da Silva / Corvo Negro                      | 03        | Eu, Bebel, 10 anos,Explorada e Mal Tratada    |
| Rogério Cardoso              | Zeus da Silva / Corvo Negro                      | 03        | As Aventuras do Capitão Flecha (Corvo Negro)  |
| Rogério Cardoso              | Zeus da Silva / Corvo Negro                      | 03        | A Hora do Mico                                |
| Rogério Cardoso              | Zeus da Silva / Corvo Negro                      | 03        | Lambidão                                      |
| Rogério Cardoso              | Zeus da Silva / Corvo Negro                      | 03        | Telepechincha                                 |
| Rosa Marya Colin             | Maria Calada                                     | 01        | Maria Calada (Garganto)                       |
| Rosana Garcia                | Bete Brígida                                     | 01        | Sheik Azul                                    |
| Samara Felippo               | Gaby                                             | 02        | Argus                                         |
| Sandro Issack                | Playboy                                          | 04        | Júpiter Resolve                               |
| Sebastião Vasconcelos        | Karnak                                           | 02        | Especial de Férias                            |
| Sérgio Canízio               | Fortunato                                        | 03        | Pênalti Gol                                   |
| Sérgio Mox                   | Engenheiro da Prefeitura                         | 04        | Júpiter Resolve                               |
| Silvia Guimarães             | Ruth                                             | 04        | Apocalipse Girls                              |
| Shimon Nahmias               | Terremoto                                        | 01        | Especial de Férias                            |
| Shimon Nahmias               |                                                  | 04        | Júpiter Resolve                               |
| Sonaira D'Ávila              | Bruxa Walkíria                                   | 04        | Corpo Sarado                                  |
| Stênio Garcia                | Superior                                         | 02        | Os Viajantes do Espaço                        |
| Stepan Nercessian            | Dom Pedro I                                      | 01        | Xarope Ypiranga                               |
| Tamara Taxman                | Aretuza                                          | 01        | Batom Mágico                                  |
| Tânia Alves                  | Fada Esbeltina /Repórter                         | 02        | A Vingança de Mil Faces                       |
| Tati Viany                   | Fada Violeta (jovem)                             | 03        | Eu, Bebel, 10 anos Explorada e Mal Tratada    |
| Tato Gabus Mendes            | Aroeira                                          | 04        | Português Legal                               |
| Therezinha Eliza             | Integrante da Liga das Jovens Senhoras do Bairro | 04        | Português Legal                               |
| Thierry Figueira             | Danilo Stompanato                                | 01        | Batom Mágico                                  |
| Toi Bressane                 | Carlos Ronald                                    | 03        | Emergência Geral                              |
| Tonico Pereira               | Demolidor                                        |           |                                               |
| Tony Ramos                   | Ele mesmo                                        | 03        | As Aventuras do Capitão Flecha                |
| Tutu Guimarães               |                                                  | 04        | Português Legal                               |
| Verônica Lopes               | Thábata                                          | 04        | Apocalipse Girls                              |
| Virgínia Novick              | Dalila                                           | 03        | Telepechincha                                 |
| Viviane Novaes               | Lucrécia                                         | 01        | História Piloto                               |
| Wilsy Hoffman                | Gioconda Lage                                    | 01        | A Volta da mãe da Pepê                        |
| Wanderson Gomes              | Leozinho                                         | 02        | Argus                                         |
| Zilka Salaberry              | Integrante da Liga das Jovens Senhoras do Bairro | 04        | Português Legal                               |